# Peter Huchel
Peter Huchel (Lichterfelde bij Berlijn, 3 april 1903 - Staufen im Breisgau, 30 april 1981), geboren als Helmut Huchel, was een Duitse dichter en redacteur. De Peter-Huchelprijs, een jaarlijkse literatuurprijs, is naar hem vernoemd.

## Gedicht (fragment)
Havelnacht

Achter de vergrauwde sluizen,

alleen door de sprong der vissen luid,

zwemmen sterren in de fuiken,

leeft het algenschemerkruid.
Leeft het zachte zijn in 't water,

groen in de maan, onvergeeld,

fluisteren 's nachts de heesters mager,

ruist het riet, een vogel snatert.
[......]
Waas uit zovele voorbije jaren

vleit zich hier in 't water zacht.

Wanneer wij stil naar ginder varen,

waait door ons de teug der nacht.
De groen geworden sterren zweven

druipend onder het roer voorbij.
 
En de wind, die wiegt ons leven,

zoals hij riet wiegt en de wei.

## Werken

### Gedichten
- Gedichte. Aufbau, Berlin 1948 (Lizenzausgabe: Stahlberg, Karlsruhe 1950).
- Chausseen, Chausseen. Gedichte. Fischer, Frankfurt am Main 1963.
- Die Sternenreuse. Gedichte 1925–1947. Piper, München 1967.
- Gezählte Tage. Gedichte. Suhrkamp, Frankfurt am Main 1972.
- Die neunte Stunde. Gedichte. Suhrkamp, Frankfurt am Main 1979.
- Gesammelte Werke in zwei Bänden. Band 1: Die Gedichte. Band 2: Vermischte Schriften. Herausgegeben und erläutert von  Axel Vieregg. Suhrkamp, Frankfurt am Main 1984.
- Wegzeichen. Ein Lesebuch. Gedichte und Prosa, mit Grafiken und Interpretationen sowie Stimmen zu Huchel. Ausgewählt und herausgegeben  von Axel Vieregg. Märkischer Verlag, Wilhelmshorst 1999, ISBN 3-931329-01-1.
- Langsam dreht sich das Jahr ins Licht. Jahreszeitliche Gedichte aus der Mark Brandenburg/Peter Huchel,  mit Fotografie von Sabine Breithor. Ausgewählt und herausgegeben von Axel Vieregg. Märkischer Verlag, Wilhelmshorst 2003, ISBN 3-931329-25-9.
- Poesiealbum 277: Peter Huchel. Auswahl Bernd Jentzsch. 2007. 2. erweiterte Auflage: Auswahl Axel Vieregg. 2009, ISBN 978-3-931329-77-8.

### Brieven
- Johannes Bobrowski/Peter Huchel: Briefwechsel. Mit einem Nachwort und Anmerkungen herausgegeben von Eberhard Haufe. Deutsches Literaturarchiv Marbach am Neckar 1993, ISBN 3-7681-9998-3.
- Bernd Goldmann (Hrsg.): Hans Henny Jahnn/Peter Huchel: Ein Briefwechsel 1951–1959. Haase und Koehler, Mainz 1975 (= Mainzer Reihe 40), ISBN 3-7758-0881-7.
- Wie soll man da Gedichte schreiben. Briefe 1925–1977. Hrsg. Hub Nijssen. Suhrkamp, Frankfurt am Main 2000, ISBN 3-518-41157-8.

### Werk in Nederlandse vertaling (antiquarisch)
- Peter Huchel, Gesprek met het zwijgen. Gedichten, (Vertaling: Germain Droogenbroodt), Meerbeke-Ninove, Point, 1992.
- Peter Huchel, Geen antwoord, (Vertaling: J. Bernlef), Amsterdam, Querido, 1985.
- Peter Huchel, Regen op het ijs. Gedichten, 1984.
- Peter Huchel, Onder het bleke houweel van de maan, (Vertaling: Joris Paridon (pseudoniem van Gerrit Komrij)), De Slofpers, 1978.

## Afbeeldingen van het inspirerende landschap

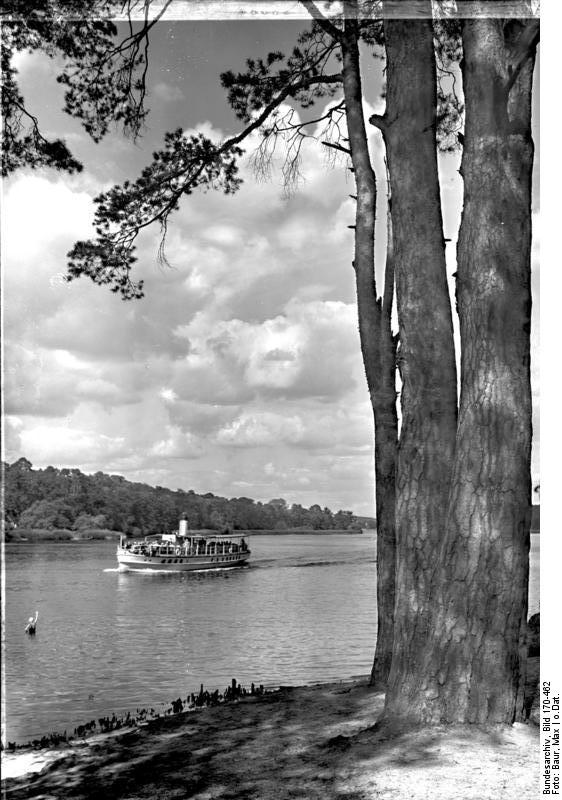

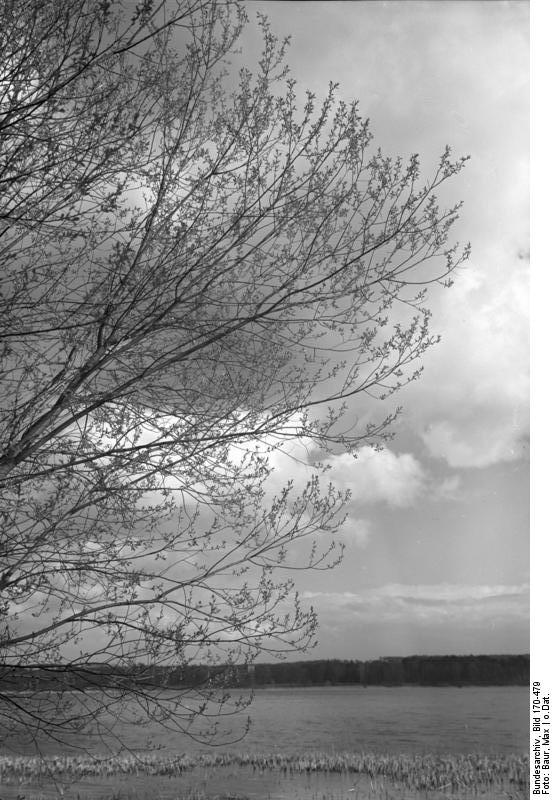

## Biografie
Een biografie van Peter Huchel leest als 'deutsches Schicksal' uit de twintigste eeuw: Hij werd geboren en groeide op in het Duitse Keizerrijk; zijn broer sneuvelde in de Eerste Wereldoorlog; hij nam in 1920 als zestienjarige in Potsdam deel aan de extreemrechtse Kapp-Putsch tegen de pas uitgeroepen Weimar-Republiek; raakte gewond en herstelde in het ziekenhuis niet alleen van zijn verwonding, maar wijzigde ook door gesprekken met daar aanwezige gewonde arbeiders zijn politieke opvatting. Toch was hij sindsdien in de eerste plaats dichter, geen politicus of soldaat. Tijdens het Derde Rijk werkte hij, tot zijn mobilisatie, op een niet-ideologische manier, door. Hij knoopte met veel moeite de touwtjes aan elkaar. Na de Tweede Wereldoorlog werkte hij in Oost-Duitsland opnieuw op een niet-ideologische wijze en wist in Oost-Berlijn een van de meest toonaangevende Europese literaire tijdschriften te publiceren. Tot 1962, na de bouw van de muur was dit soort wereldopenheid niet meer door de DDR-regering toegestaan. Zijn gebrek aan politieke stellingname leidde tot zijn ontslag, huisarrest en uiteindelijk in 1971 uitzetting naar West-Duitsland. Vanaf zijn vijftiende schreef hij gedichten, met name over de natuur in het gewest (Mark) Brandenburg, maar ook over zijn oorlogservaringen. Deze worden nog steeds veel gelezen.
Huchel groeide op in kleine stadjes als Lichterfelde (nu deel van Berlijn) en Potsdam. Zijn ouders stuurden hem vaak langdurig naar zijn grootouders in het dorp Alt-Langerwisch. Zijn verblijf aldaar heeft zijn dichterschap sterk beïnvloed. De aanwezige natuur en de belangstelling van zijn grootvader voor verhalen uit de populaire wereldliteratuur wekten zijn literaire talenten.
Van 1923 tot 1926 studeerde hij literatuurwetenschap en filosofie in Berlijn, Freiburg im Breisgau en Wenen. In de jaren 1927 tot 1930 bezocht hij Frankrijk, Roemenië, Hongarije en Turkije.
In 1930, het jaar waarin hij ook de voornaam Peter aannam, sloot hij vriendschap met Ernst Bloch, Alfred Kantorowicz en Fritz Sternberg. Voor hij zich in 1931 in de Kunstenaarskolonie Berlin am Laubenheimer Platz vestigde, woonde hij tijdelijk bij Kantorowicz und Sternberg. In de periode van 1927 tot 1936 verscheen vroeg lyrisch werk, dat sterk door het Brandenburgse Landschap getekend was in Die literarische Welt, Das Innere Reich, Die Kolonne und Vossische Zeitung. 1931  publiceerde hij de prozastudie Im Jahre 1930 over een kleinburgerlijke nationaalsocialistische meeloper. In het zelfde jaar leerde hij Günter Eich kennen. 
Van 1934 tot 1940 was hij als hoorspelauteur onder meer voor de Rijkszender Berlijn en de Duitse kortegolfzender werkzaam. In hoorspelen zoals Die Magd und das Kind (1935) und Margarethe Minde (1939) bleek zijn vaardigheid, tussen de regels door politieke uitspraken te doen. Sinds 1941 diende hij bij de luchtafweer van de Duitse luchtmacht in de Tweede Wereldoorlog. In 1945 raakte hij bij Berlijn in Russische krijgsgevangenschap.
Na enkele maanden in het Russische krijgsgevangenenkamp in Rüdersdorf, begon Huchel in 1945 als dramaturg en persoonlijke referent van de zenderleider bij de Oost-Duitse radiozender (vanaf 1949 Rundfunk der DDR). In 1946 werd hij chef-dramaturg, in 1947 zenderleider en uiteindelijk artistiek directeur. Zijn in 1948 gepubliceerde werk uit de tijd na 1925 laat de contrasten zien tussen de idylle uit de kindertijd en de oorlogservaringen.
In 1949 werd Huchel lid van het P.E.N.-centrum Duitsland. In datzelfde jaar werd hij hoofdredacteur van het door Johannes R. Becher en Paul Wiegler opgerichte literaire Tijdschrift Sinn und Form van de Duitsche Academie voor de Kunst in Oost-Berlijn, waarvan hij van 1952 tot 1971 lid was. In 1951 werd hem de nationale prijs van de DDR toegekend. In 1953 trouwde hij met Monica Rosenthal. In 1956 vertegenwoordigde hij de DDR tijdens de Biennale van de Poëzie in Knokke, niet zozeer omdat hij uit de DDR kwam, maar omdat hij als een der grootste poëziekenners van Europa gold.
Al sinds het begin van de jaren 1950 werd Huchel wegens zijn systeemoverstijgende artistieke concepten bij het tijdschrift Sinn und Form aangevallen. Van officiële zijde was men voornemens Huchel in 1953 van zijn redacteurspost te ontslaan, wat alleen door de tussenkomst van Bertolt Brecht verhinderd kon worden. Toen na de dood van Brecht in 1956 die aanvallen op Huchel weer toenamen en zijn werk in steeds grotere mate gehinderd werd, zag hij in 1962 uiteindelijk gedwongen bij Sinn und Form af te treden: na de bouw van de Berlijnse muur was een culturele bruggenbouwer, zoals hij, ongewenst.
In 1963 kreeg hij de Fontane-Prijs voor de in datzelfde jaar in het West-Duitse Fischer Verlag verschenen dichtbundel Chausseen, Chausseen. Omdat hij deze West-Duitse Prijs niet weigerde, mocht hij in het vervolg in de DDR niet meer publiceren en kreeg hij praktisch huisarrest. Zo kon hij noch in 1965 een aanbod voor een leerstoel voor dichtkunst aan de Universiteit van Frankfurt (am Main) aannemen, noch in 1968 de grote Kunstprijs van Noordrijn-Westfalen in ontvangst nemen. Ook werd de aan hem gerichte post in beslag genomen. Deze, zijn dichtersleven ondermijnende, obstructies door het Stasi-System heeft Huchel in zijn gedichten indrukwekkend beschreven. Pas na tussenkomst van de West-Berlijnse Academie voor de Kunsten, de President van het internationale PEN-Centrum en Heinrich Böll werd Huchel in 1971 toestemming verleend de DDR te verlaten en verliet hij zijn woonhuis in Wilhelmshorst voorgoed.
Hij woonde daarna, op uitnodiging, eerst in de Villa Massimo in Rome en vestigde zich daarna in Staufen im Breisgau. In 1972 publiceerde hij de dichtbundel Gezählte Tage met werk sinds 1963.

## Eerbetoon
- 1932 Dichtersprijs van literair tijdschrift Die Kolonne
- 1963 Fontane-Prijs voor Chausseen, Chausseen. Gedichte
- 1968 Wolf Biermann eert Peter Huchel in 1968 met zijn gedicht Bemoediging
- 1972 Oostenrijkse staatsprijs voor Europese literatuur
- 1974 Andreas-Gryphius-Prijs
- 1974 Lessing-Ring gezamenlijk met de literatuurpreis van de Duitse Vrijmetselaars
- 1976 Opgenomen in de Orden Pour le mérite voor Wetenschap en Kunst
- 1976 Europalia-Prijs
- 1979 Jacob-Burckhardt-Prijs van Johann-Wolfgang-von-Goethe-Stichting in Basel
- 1979 Eichendorff-literatuurprijs
- 1979 Lid van de Beierse Academie voor Schone Kunsten
- 1979 Lid van de Duitse Academie voor taal en lyriek

In 1984 werd de Peter-Huchelprijs, een jaarlijkse literatuurprijs, ingesteld door het bondsland Baden-Württemberg en de radiozender Südwestrundfunk. In Berlijn-Hellersdorf, Wilhelmshorst, Potsdam en Staufen zijn straten naar hem vernoemd. In zijn vroegere woonhuis in Wilhelmshorst is een gedenkplaats aan hem ingericht.
Joseph Brodsky noemde Peter Huchel in zijn openingstoespraak voor de eerste boekenbeurs in Turijn op 18 mei 1988 in één adem met Rainer Maria Rilke, Georg Trakl, Ingeborg Bachmann en Gottfried Benn als dichters uit het Duitse taalgebied die hij aanbeveelt.
- Bibsys: 90058536
- Biblioteca Nacional de España: XX1535348
- Bibliothèque nationale de France: cb12032626w (data)
- CiNii: DA0050090X
- Digitale Bibliotheek voor de Nederlandse Letteren: huch008
- Gemeinsame Normdatei: 118554212
- International Standard Name Identifier: 0000 0001 1615 5363
- Library of Congress Control Number: n82025124
- Nationale Bibliotheek van Letland: 000042648
- Bibliotheek van het Japanse parlement: 00981186
- Nationale Bibliotheek van Tsjechië: jx20061023004
- Nationale Bibliotheek van Israël: 987007262957805171
- Nationale Bibliotheek van Polen: a0000001182586
- Nationale en Universitaire bibliotheek Zagreb: 000145609
- Nederlandse Thesaurus van Auteursnamen: 070561818
- Réseau des bibliothèques de Suisse occidentale: 02-A003387702
- Istituto Centrale per il Catalogo Unico: SBLV187310
- Système universitaire de documentation: 027539008
- Virtual International Authority File: 32012078
- WorldCat: E39PBJqFKbHB9pP666QJ7g3CwC